# Vega Baja del Segura

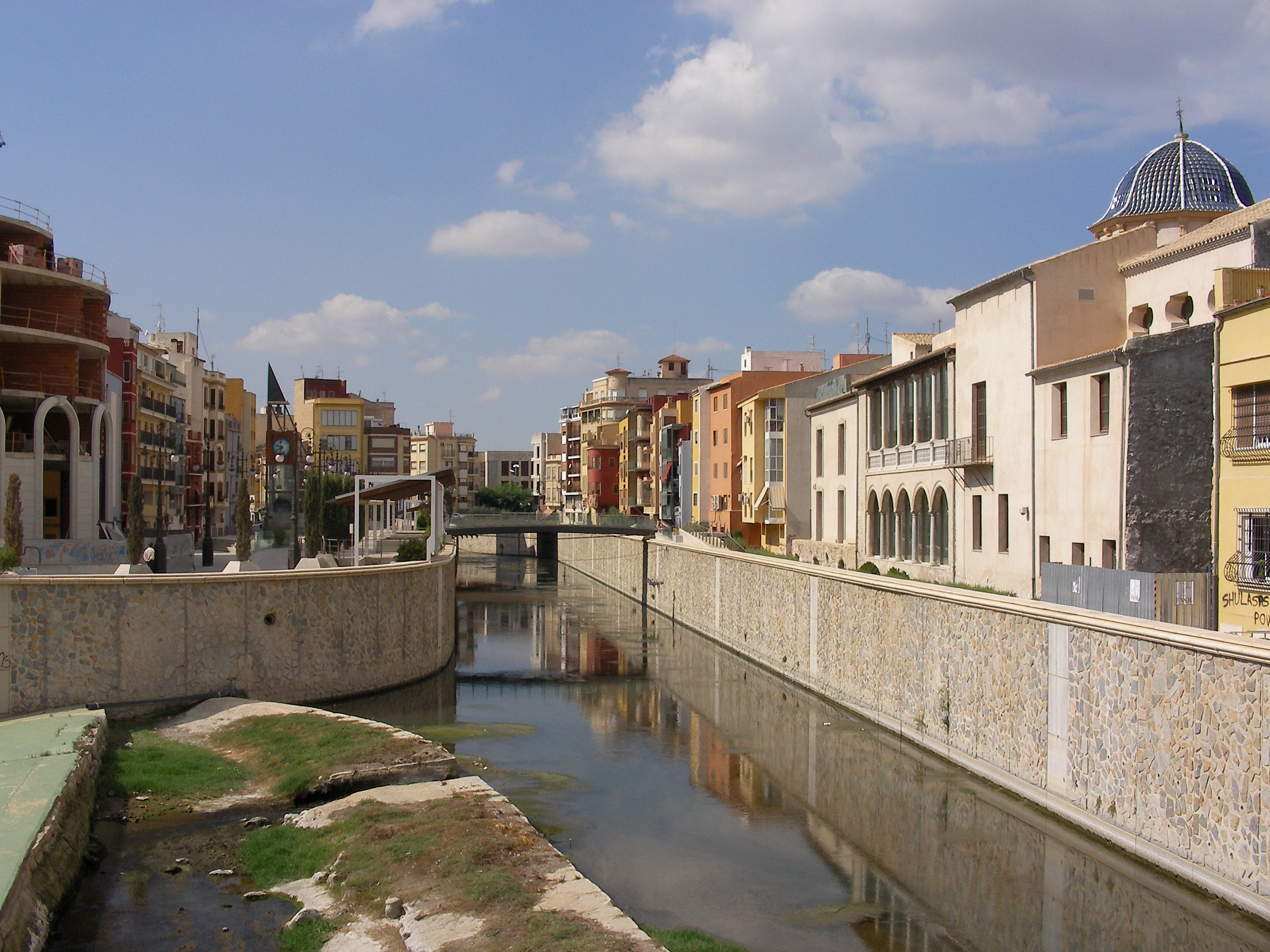

De Vega Baja del Segura is een comarca in de provincie Alicante in de spaanse autonome regio Valencia aan de Costa Blanca aan de oostkust van Spanje. Gesitueerd in het uiterste zuiden van de provincie Alicante grenzend aan de regio Murcia. De hoofdstad is Orihuela, de oppervlakte 957 km² en heeft 383.247 inwoners.
In de comarca Vega Baja del Segura bevinden zich de volgende 27 gemeenten:

## Gemeenten
| Gemeente - Datum 01.01.08 | Bevolking | Oppervlakte | Dichtheid |
| ------------------------- | --------- | ----------- | --------- |
| Torrevieja                | 101.381   | 71,44       | 1.315,87  |
| Orihuela                  | 84.626    | 365,44      | 220,19    |
| Pilar de la Horadada      | 21.424    | 77,91       | 261,04    |
| Rojales                   | 20.247    | 27,56       | 636,53    |
| Almoradí                  | 18.536    | 42,72       | 420,06    |
| Callosa de Segura         | 17.425    | 24,77       | 703,39    |
| Guardamar del Segura      | 15.951    | 35,58       | 425,29    |
| Albatera                  | 11.656    | 66,54       | 180,40    |
| San Fulgencio             | 11.594    | 19,75       | 535,84    |
| Catral                    | 8.629     | 20,01       | 405,04    |
| San Miguel de Salinas     | 8.056     | 54,85       | 139,01    |
| Redován                   | 7.261     | 9,45        | 738,83    |
| Dolores                   | 7.313     | 18,7        | 371,87    |
| Bigastro                  | 6.761     | 4,1         | 1.606,82  |
| Cox                       | 6.642     | 16,76       | 382,69    |
| Benejúzar                 | 5.472     | 9,33        | 580,81    |
| Los Montesinos            | 4.761     | 15,05       | 284,65    |
| Rafal                     | 4.028     | 1,62        | 2.408,02  |
| Benijófar                 | 3.900     | 4,36        | 850,22    |
| Algorfa                   | 4.125     | 18,36       | 198,52    |
| Formentera del Segura     | 4.118     | 4,33        | 812,47    |
| Granja de Rocamora        | 2.323     | 7,17        | 316,73    |
| Jacarilla                 | 2.088     | 12,2        | 160,40    |
| Daya Nueva                | 1.903     | 7,09        | 248,37    |
| Benferri                  | 1.746     | 12,36       | 129,53    |
| San Isidro                | 1.708     | 11,69       | 133,53    |
| Daya Vieja                | 598       | 3,14        | 146,17    |

## Omgeving
Onderdeel van de comarca is de Sierra de Callosa, een 4,6 km lange bergketen nabij Callosa de Segura.